# Castell de Lednice
El castell de Lednice (Das Schloss Eisgrub en alemany) es troba al poble de Lednice, a la riba dreta del Dyje, aproximadament a 12 km a l'est de Mikulov, a la regió de Moràvia del Sud. El castell, amb el seu extens jardí, és un dels conjunts més bonics de la República Txeca. La finca de Lednice va ser adquirida pels Liechtenstein al tombant dels segles XIII i XIV i els va pertànyer durant gairebé 700 anys.
El castell va adquirir la seva forma actual durant una àmplia reconstrucció a mitjans del segle XIX en un estil que imitava el gòtic Tudor anglès. El castell es va construir per primera vegada al segle xvi en estil renaixentista. Va sofrir una important modificació a finals del segle XVII, quan va ser remodelat a l'estil barroc segons els plànols del destacat arquitecte italià Domenico Martinelli i de l'austríac Johann Bernhard Fischer d'Erlach. El jardí al voltant del castell ja existia al segle XVI.

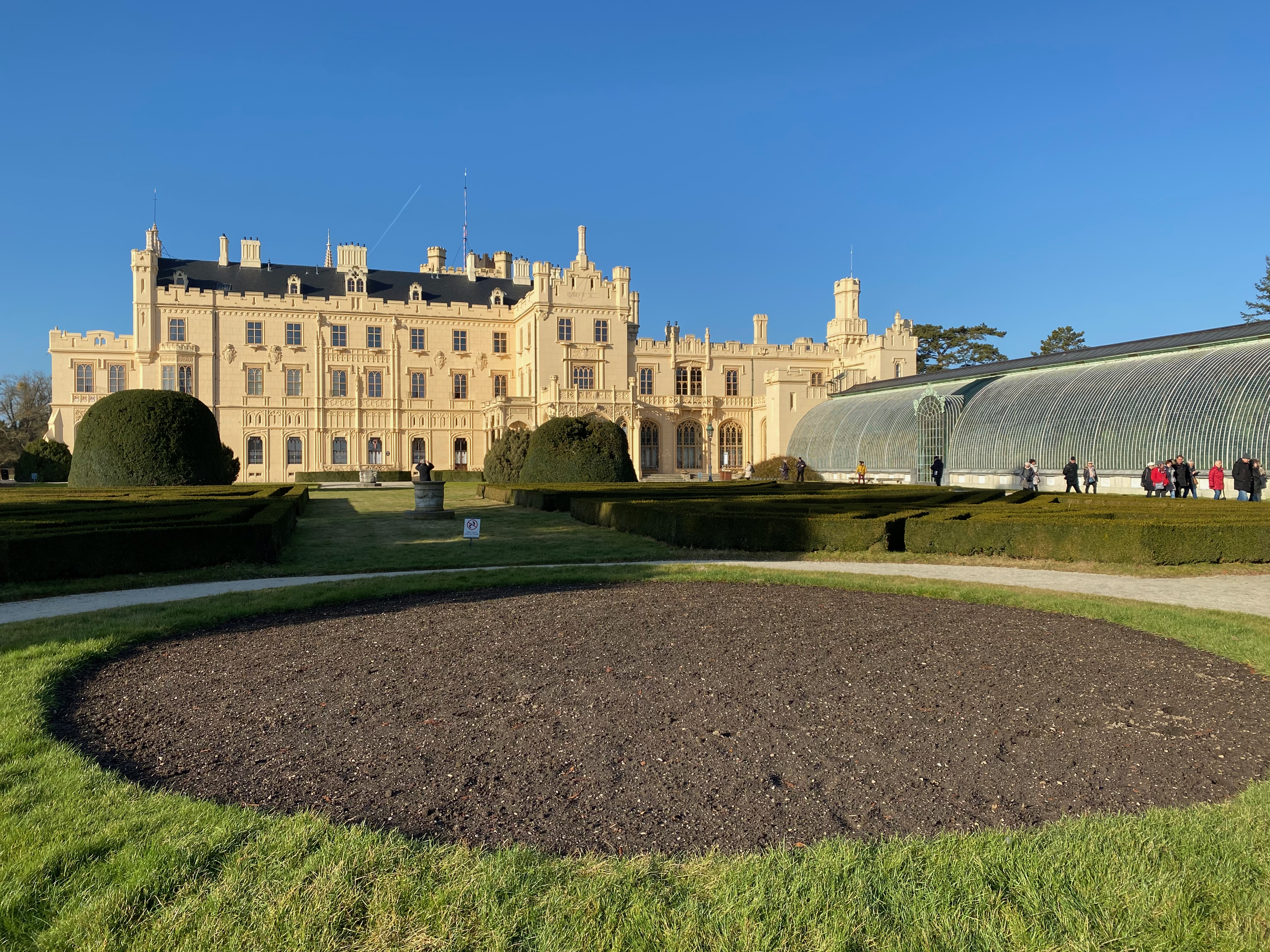
lateral

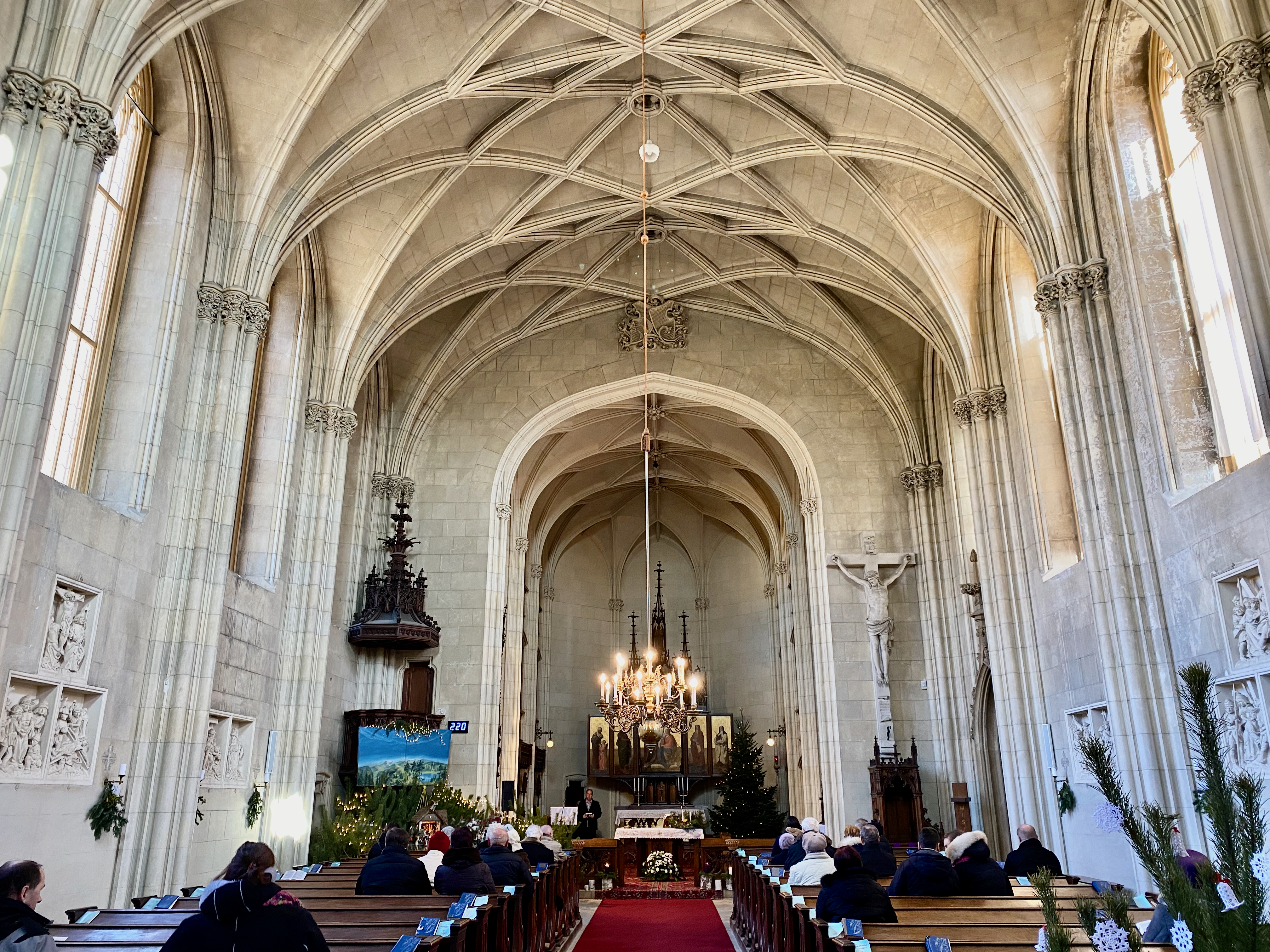
Església

La família Liechtenstein va deixar una empremta inconfusible en aquest lloc. Ja des del Renaixement, la seva residència a Lednice estava pensada com un espai estival i sobretot representatiu, on convidaven els seus visitants i on van presumir de les coses més interessants que havia adquirit la família. El castell incloïa col·leccions d'objectes d'art i conjunts de mobles de luxe imitant l'estil xinès. El més destacat va ser l'última reconstrucció neogòtica, quan es va crear la decoració d'interiors, especialment als salons socials, amb cassetons tallats, revestiments i terres de parquet decorats. Els espais es van completar amb mobles històrics i paper pintat amb tèxtils de colors. Les xemeneies de marbre es construeixen a la majoria dels espais socials. Una part interessant de l'equipament és també la notable escala de fusta de caragol de trenta-sis graons, autoportant, de la biblioteca, que conduïa als apartaments dels prínceps i que es va fer sense l'ús d'un sol clau. El castell també esdevingué força extraordinari pel que fa a l'equipament tècnic: ja cap a l'any 1850 s'hi van crear banys amb lavabos, aixetes d'aigua calenta i freda i es va crear un sistema de calefacció d'aire calent per augmentar el confort. Els tubs de calor travessen el pany des del celler amb diverses dotzenes d'estufes de llenya i carbó, l'aire calent passa des de les canonades a través de ventilacions de llautó o ferro colat a molts interiors. La divisió d'habitacions individuals també és completament única. Les ales residencials es divideixen en habitacions principesques connectades i es creen habitacions per a criats paral·leles a elles, de manera que sempre estigui a mà.

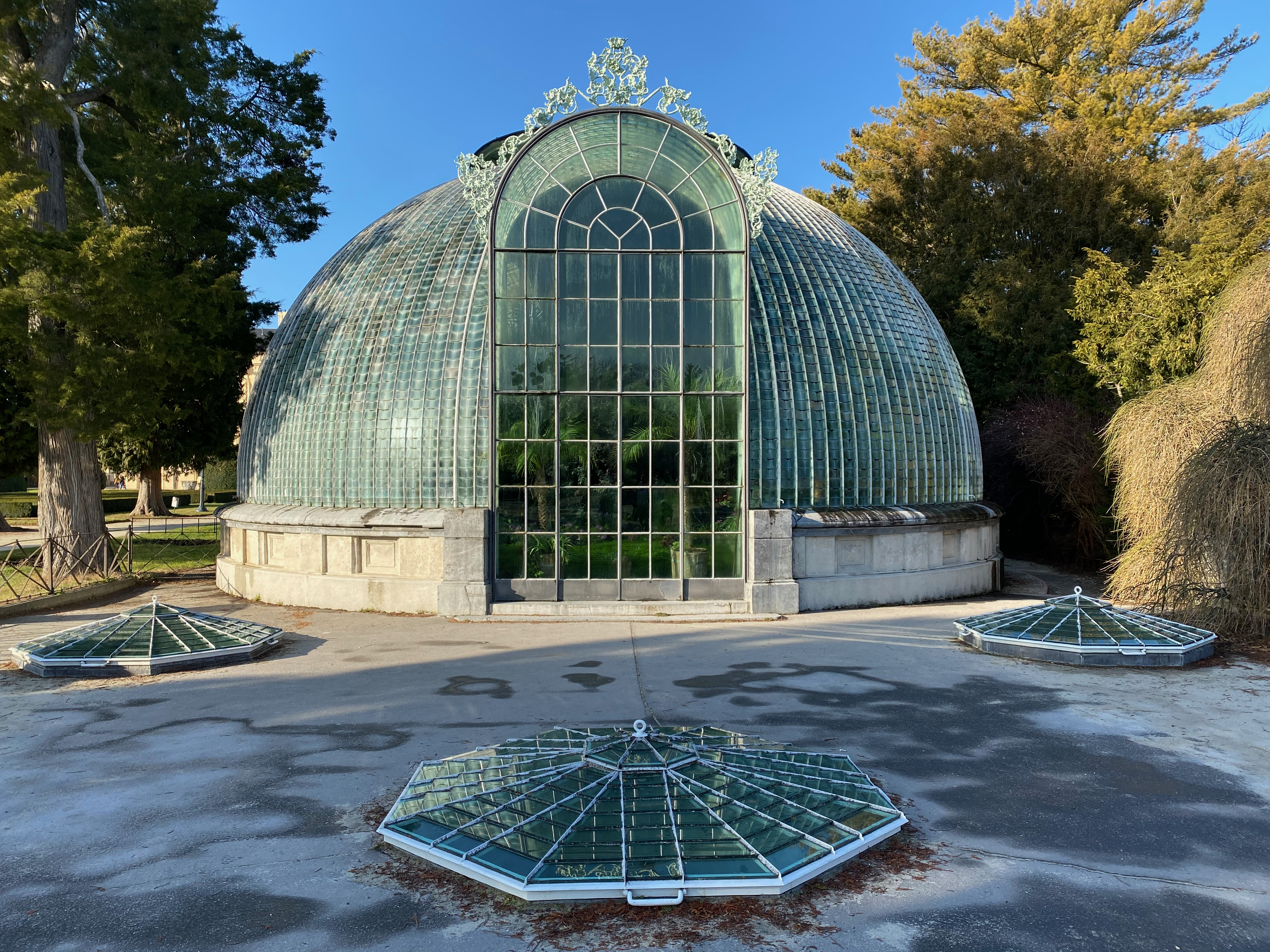
Hivernacle

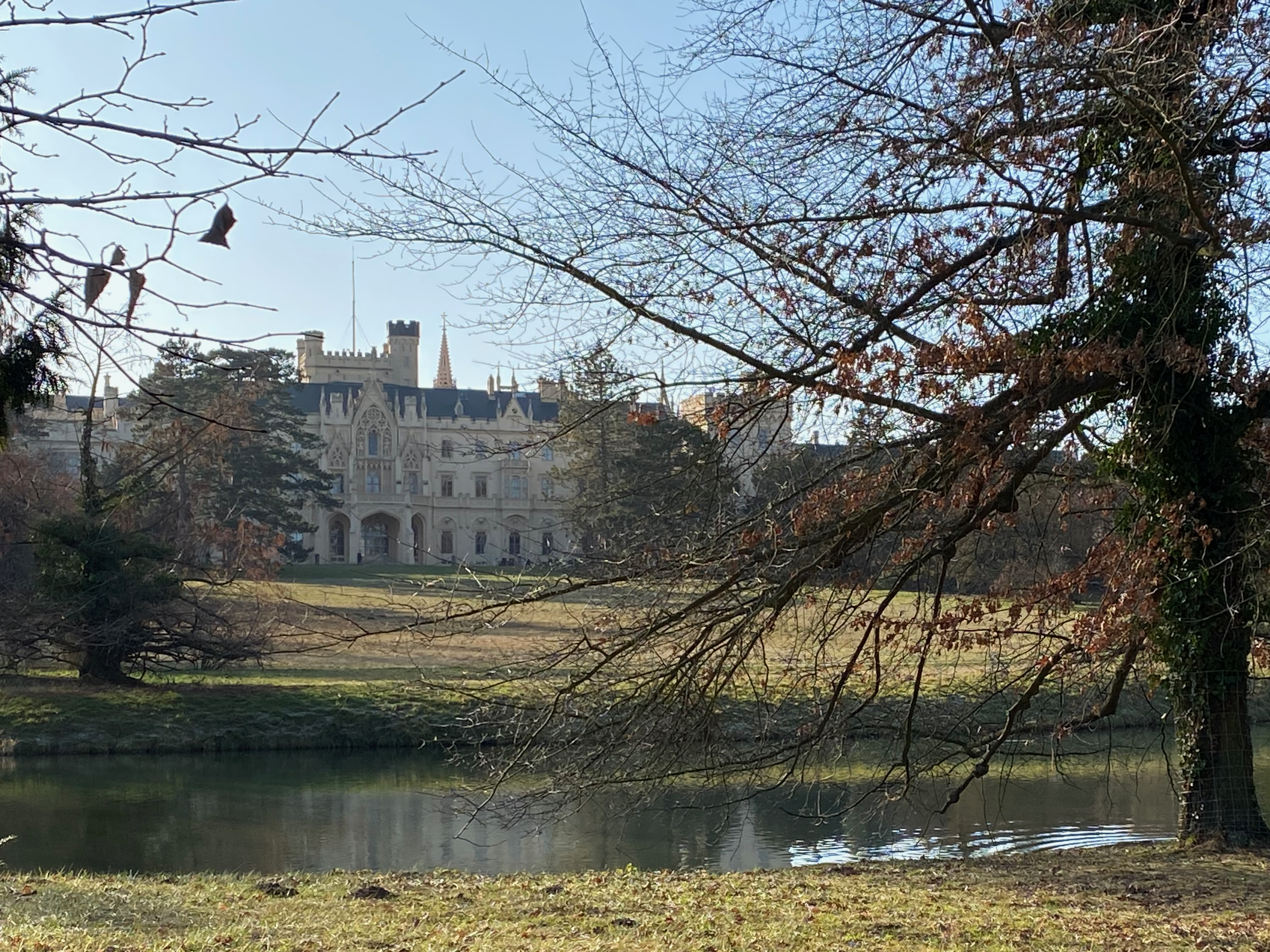
Jardins

També es va prestar molta atenció a l'entorn del castell. Hi ha un extens parc construït a principis del segle XIX. El parc acull molts arbres rars i edificis notables: el minaret morisc del 1798, Janův hrad, una imitació pseudogòtica d'una ruïna de castell, o un castell de caça. Al costat dret del castell hi ha un gran hivernacle construït entre 1843 i 1845, que també acull la planta d'hivernacle txeca més rara: un arbre de cícada Encephalartos altensteinii de 300-500 anys.
El desembre de 1996 es va registrar dins del Paisatge cultural de Lednice i Valtice a la Llista del Patrimoni Mundial i Cultural de la UNESCO. És propietat de l'estat (gestionat per l'Institut Nacional de Monuments) i està obert al públic. Està protegit com a monument cultural nacional de la República Txeca.
El castell de Lednice ha estat durant molt de temps un dels edificis més visitats de la República Txeca.

## Història

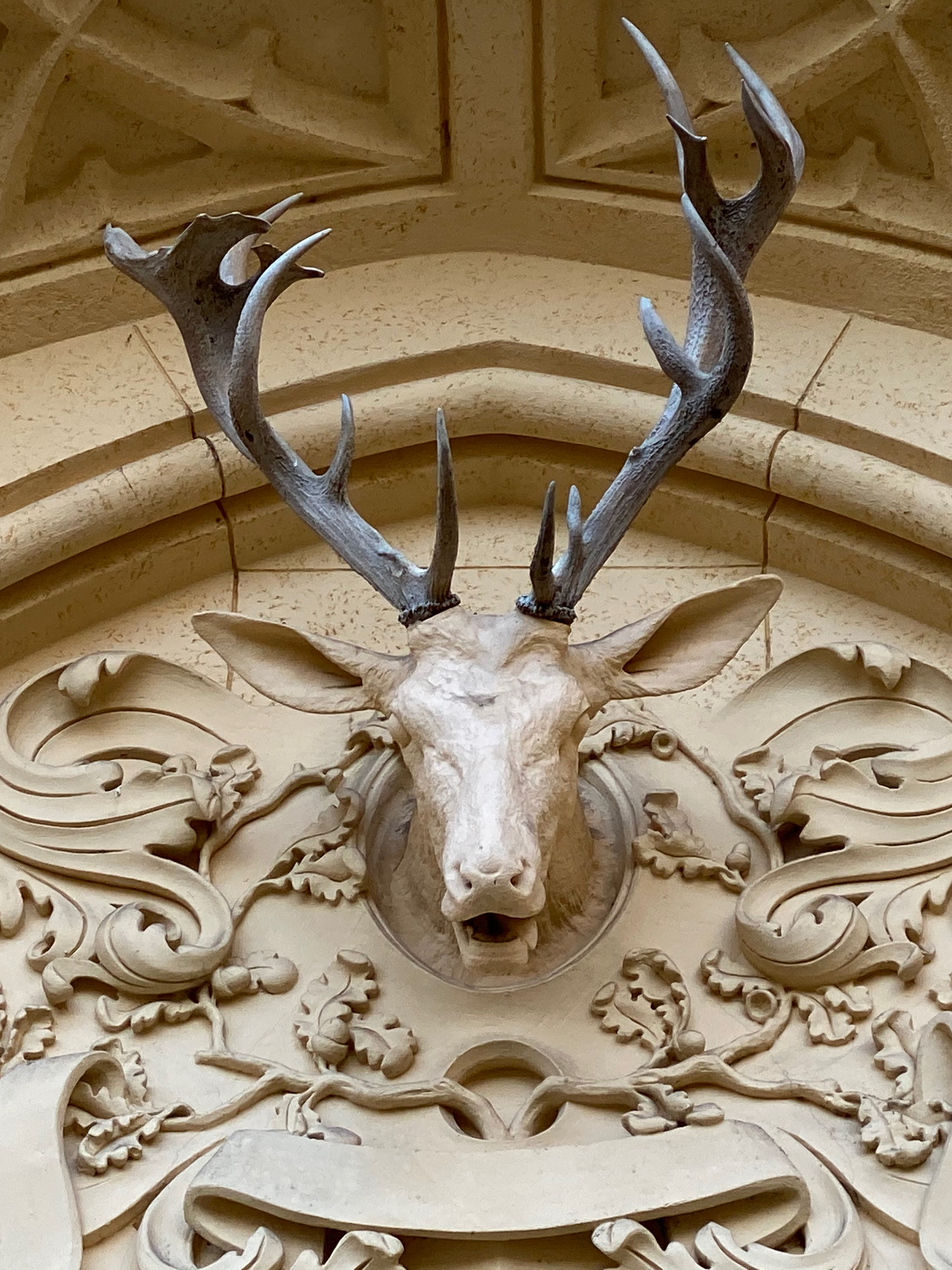
Detall porta

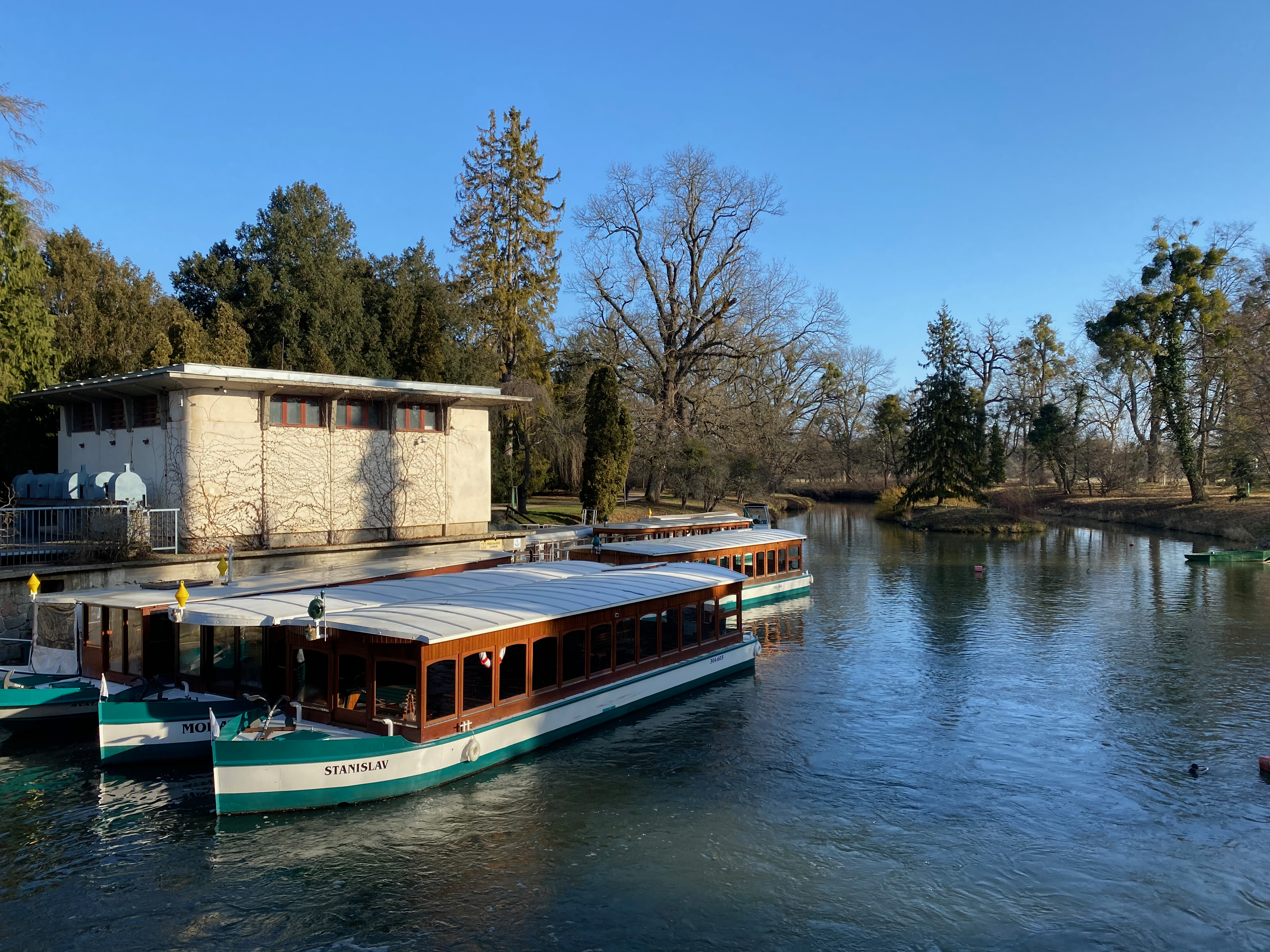
Jardins

El poble de Lednice ja s'esmenta en el document del bisbe d'Olomouc Robert el 1222. En aquella època pertanyia als senyors locals Adamar i Lipert z Lednice, que sembla que van construir una fortalesa aquí poc després. La fortalesa havia de vigilar un important pas pel riu Dyji a la carretera que connecta el nord amb el sud. Però no el van guardar durant molt de temps, perquè ja dins  el 1244, el rei Venceslau I va lliurar Lednice a Sigfried Wais (orfe). L'any 1322, l'Orfenat d'Ortlín va cedir la fortalesa a la cort de Joan de Liechtenstein. Tota la finca de Lednice no va ser adquirida per la família de Liechtenstein fins al voltant de 1370. Lednice va romandre en poder dels Liechtenstein, amb un breu descans de 1571 a 1576, fins al 1945, inicialment com a feu (1322 – 1582), més tard com a propietat. Es va convertir en el centre de la finca de Lednice, que juntament amb Valtice i Břeclaví van formar un complex de finques dels Liechtenstein al sud de Moràvia. El castell va ser propietat successivament d'un total d'11 senyors de Liechtenstein i 13 prínceps de Liechtenstein.